# Mastacembelus brichardi
Mastacembelus brichardi är en fiskart som först beskrevs av Poll, 1958.  Mastacembelus brichardi ingår i släktet Mastacembelus och familjen Mastacembelidae. IUCN kategoriserar arten globalt som livskraftig. Inga underarter finns listade i Catalogue of Life.